# Magic Leap
Magic Leap ist ein US-amerikanisches Unternehmen, das sich auf Head-Mounted Displays und Technologien der Mixed reality spezialisiert hat. Derzeit wird an dem Head-Mounted Display Magic Leap 2, als Nachfolger der seit 2018 erhältlichen Magic Leap One gearbeitet. Das Head-Mounted Display Magic Leap One projiziert computergenerierte 3D-Bilder über Objekte der echten Welt, indem ein digitales Lichtfeld in die Augen der Nutzer projiziert wird. Die Magic Leap One wird als eine Mischung aus Google Glass und Microsoft HoloLens gesehen.

## Geschichte
Magic Leap wurde 2010 von Rony Abovitz gegründet. Bis Oktober 2014 investierten Google, Qualcomm, Andreessen Horowitz und Kleiner Perkins und weitere Investoren rund 540 Millionen US-Dollar. Zudem trat Richard Taylor von der Spezialeffekte-Firma Weta Workshop, der Science-Fiction-Buchautor Neal Stephenson und der Creative Director Graeme Devine dem Unternehmen bei.
Am 19. März 2015 wurde ein Video veröffentlicht, das die Möglichkeiten der Technologien zeigt. Am 11. Februar 2017 trat das Unternehmen der Entertainment Software Association bei.
Am 16. Juni 2016 gab das Unternehmen bekannt, mit Lucasfilm zusammenzuarbeiten.
Im September gab die Eye-Tracking-Firma Eyefluence bekannt, mit Magic Leap zusammenzuarbeiten.
Im Jahre 2016 meldete das Unternehmen einen Einkaufsführer in der erweiterten Realität zum Patent an. Im Mai 2017 wurde der Wert des Unternehmens auf 8 Milliarden US-Dollar geschätzt.
Im Februar 2018 investierte außerdem die Axel Springer SE in das Unternehmen. Mit einem Risikokapital von 2 Milliarden US-Dollar zählt das Unternehmen zu einem der bestfinanzierten Startups weltweit. Zu den Investoren gehören unter anderen Google und die Alibaba Group. Zurzeit sind über 1000 Mitarbeiter in dem Unternehmen beschäftigt. Die AR-Brille enthält einen Nvidia Tegra X2-Prozessor und wird in den USA bei AT&T ab dem Sommer 2018 verkauft.

## Funktionsweise und Angebot der Magic Leap One

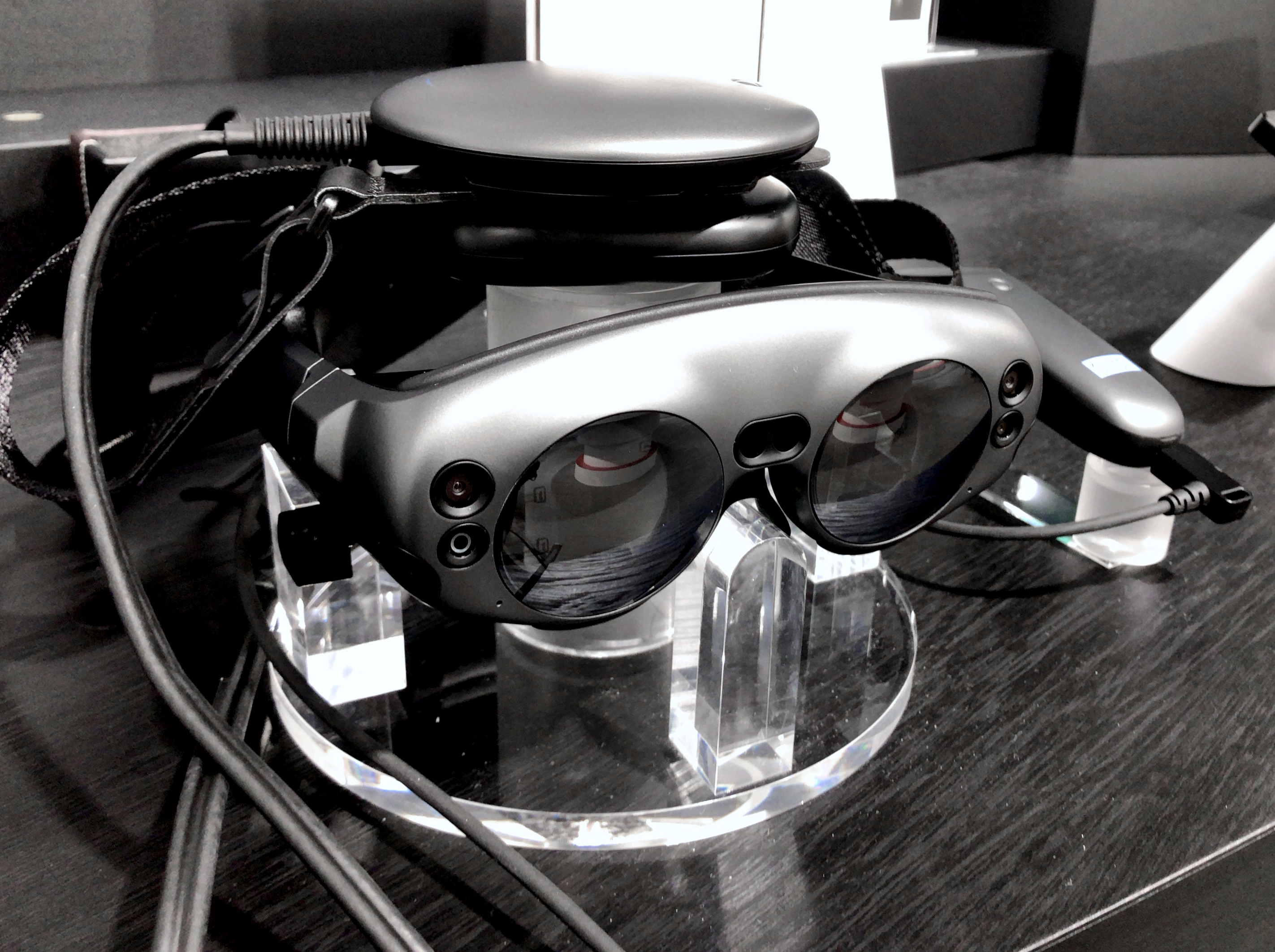
Magic Leap One

Die Magic Leap One soll computergenerierte 3D-Bilder über Objekte in der echten Welt projizieren, in dem ein digitales Lichtfeld in die Augen der Nutzer projiziert wird. Dafür soll ein Lichtfeld-Chip (sogenannte Silizium-Photonik) verwendet werden. Die Magic Leap One besteht aus der Brille mit einem Display und entsprechenden Sensoren, der sogenannten Lightwear und einem zusätzlichen Taschencomputer mit einem Prozessor und einer Grafikkarte, dem Lightpack. Weiterhin ist ein Spielecontroller mit Touchpad, sechs Freiheitsgraden und haptischem Feedback geplant. Stirn- und Nasenpolster sollen eine individuelle Anpassung an die eigene Kopfform ermöglichen. Aufgrund der verbauten Sensorik und Akkulaufzeit ist die Technologie vorerst auf Innenräume ausgelegt. Geplant sind verschiedene Modelle für unterschiedliche Zielgruppen sowie zwei Größen der Brille.
Langfristiges Ziel sei es, das Smartphone und vergleichbare Technologien zu ersetzen und die Technologie kabellos und mobil einsetzbar zu machen.

## Rezeption
Das Unternehmen wird unter anderem wegen vieler Ankündigungen und Verzögerungen, ohne bisher große Ergebnisse zu liefern, als Vaporware-Unternehmen mit einem übertriebenen Hype mit zu hohen Erwartungen kritisiert.